# Universidade Federal de Itajubá
Universidade Federal de Itajubá (UNIFEI) é uma instituição de ensino superior pública federal brasileira com campus nas cidades de Itajubá e Itabira, no estado de Minas Gerais. É considerada a primeira universidade tecnológica e foi a décima escola de engenharia do país. Conceituada entre as universidades de engenharia do Brasil, atua há mais de 100 anos no ensino, com destaque para as áreas de Engenharia Elétrica -- possuindo um dos melhores institutos de pesquisa na área de sistemas de potência da América Latina -- Engenharia Mecânica, Engenharia Ambiental, Engenharia de Controle e Automação e Engenharia da Computação (curso este que, com poucos anos de existência, já figura entre os melhores do país).
Categorizada como Universidade Especializada na Área Tecnológica, a herança mais evidente dos ideais do fundador (Theodomiro Santiago) que a instituição carrega está no grande enfoque prático dado em seus cursos de graduação. Além disso, é notável a sua política de estímulo ao empreendedorismo, dentro de um contexto de formação, criação e aplicação tecnológica na esfera regional, nacional e internacional.
No IGC/2011 (Índice Geral de Cursos Superiores) do Ministério da Educação do Brasil (MEC) obteve nota 5, máxima, estando entre as 27 melhores instituições de ensino superior do país e entre as 10 melhores universidades e em 2013 recebeu o prêmio Sparks Award Brasil, da Microsoft, como a melhor instituição de ensino empreendedor do país.

## História
A Universidade Federal de Itajubá foi fundada em 1913 pelo advogado Theodomiro Carneiro Santiago. Inicialmente denominada Instituto Eletrotécnico e Mecânico de Itajubá (IEMI), iniciou as suas atividades no dia 16 de março do referido ano, tendo a inauguração oficial ocorrido em 23 de novembro, com a presença do presidente Hermes da Fonseca. 

Desde logo o IEMI se destacou na formação de profissionais especializados em sistemas de energia, notadamente em geração, transmissão e distribuição de energia elétrica. 

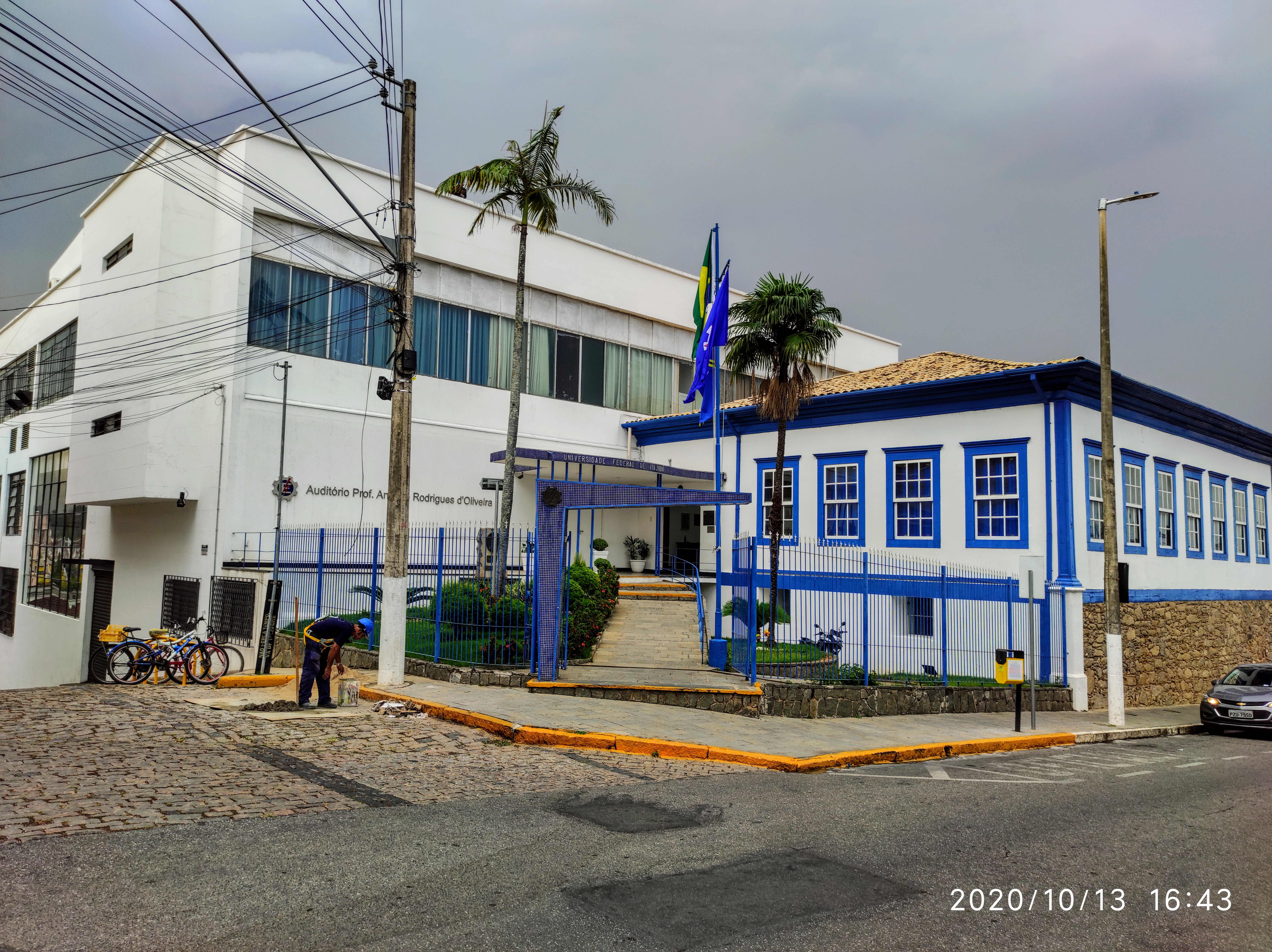
Prédio central da Universidade Federal de Itajubá - UNIFEI

O então instituto foi oficializado pelo Governo Federal em 5 de janeiro de 1917, por meio da Lei 3 232, sancionada pelo Presidente Venceslau Brás, que reconheceu o Curso de Engenheiros Eletricistas e Mecânicos. O curso tinha, inicialmente, a duração de três anos, tendo passado para quatro anos em 1923. Em 1936 foi alterado o currículo do curso, que passou a ter a duração de cinco anos, e o Instituto foi equiparado à Escola Politécnica do Rio de Janeiro. Em 15 de março daquele ano, o nome da instituição foi alterado para Instituto Eletrotécnico de Itajubá - IEI. Em 30 de janeiro de 1956 o IEI foi federalizado (embora a denominação de Escola Federal de Engenharia só tenha sido adotada em 1968) pela Lei 2.721, sancionada por Nereu Ramos, presidente em exercício. 
Em 16 de abril de 1968, o Decreto 62.567 alterou sua denominação para Escola Federal de Engenharia de Itajubá - EFEI e, em 24 de abril de 2002, foi transformada em Universidade, com a denominação atual, adotando a sigla UNIFEI, por meio da Lei 10.435, sancionada pelo então Presidente da República, Fernando Henrique Cardoso. A primeira eleição para reitor deu-se em 2004, assumindo o Prof. Renato de Aquino Faria Nunes e seu vice, Prof. Paulo Shigueme Ide, os quais foram reeleitos em 2008. 
Foi, por muitos anos, exclusivamente especializada em engenharia, sendo por isso uma referência na área, principalmente nas abordagens elétrica e mecânica, em que possui seus cursos mais antigos. Iniciou em 1968 seus cursos de pós-graduação, com mestrados em elétrica, mecânica e biomédica, este último posteriormente descontinuado. Em resposta à evolução da tecnologia e à expansão das novas áreas contempladas pela engenharia, ampliou as suas ênfases em 1980, passando a incluir a de produção, no curso de mecânica, e a de eletrônica, no de elétrica. 
Mais cursos foram surgindo conforme as necessidades do país, o aparecimento de novas áreas do conhecimento e o aprimoramento de sua infraestrutura. Contudo, tal processo ocorreu sem que fosse perdido o foco nas ciências exatas, passando a ser fornecidas também outras disciplinas além das engenharias. Todos os cursos herdaram a base forte elétrica e mecânica da instituição. Um exemplo disso é o da graduação em Engenharia de Computação, que possui enfoque maior em hardware por ter se originado do curso de engenharia elétrica. Comparações análogas podem ser feitas para a maioria das demais graduações. Entre os 14 cursos em funcionamento destacam-se ainda os de Engenharia Ambiental e o de Engenharia Hídrica, sendo este último o primeiro do país a formar engenheiros especializados em gestão e uso da água. 
Em consonância com o crescimento da Unifei surgiu uma parceria pioneira entre governo local (Prefeitura Municipal de Itabira), setor privado (empresa Vale), Ministério da Educação (MEC) e Universidade Federal de Itajubá (Unifei), criando assim o campus de Itabira, cujas atividades tiveram início em julho de 2008 com a realização de seu primeiro vestibular. 
Esse convênio estabeleceu o comprometimento da Vale com o provimento dos equipamentos destinados aos laboratórios dos cursos, que são utilizados nas atividades de formação, geração e aplicação de conhecimento. À Prefeitura de Itabira coube prover a infraestrutura necessária para o funcionamento do campus e doar tanto o terreno como as benfeitorias à universidade. A área já destinada e alocada ao Complexo Universitário possui aproximadamente 604 mil m² no Distrito Industrial II da cidade. 
Em homenagem à fundação do Instituto Eletrotécnico de Itajubá, comemora-se no Brasil em 23 de novembro o Dia do Engenheiro Eletricista, conforme disposto na Lei Nº 12.074, de 29 de outubro de 2009.[7]

### Patrimônio histórico
Em novembro de 2010, foi tombado como patrimônio histórico do município de Itajubá o conjunto arquitetônico constituído por três edificações históricas: o prédio central da universidade, o laboratório de Máquinas Elétricas e o laboratório Termo-hidrelétrico.

### Lema
"Revelemo-nos, mais por atos do que por palavras, dignos de possuir este grande país." Dr. Theodomiro Carneiro Santiago, Fundador.

### Missão
"Ser uma Universidade que valoriza e busca a autonomia, a sustentabilidade e a melhoria em todas as suas atividades para o bem estar da humanidade, sendo um elemento essencial para o desenvolvimento científico e tecnológico brasileiro e o progresso social, econômico e cultural das regiões onde atua, por meio da geração, disseminação e aplicação do conhecimento, da formação de profissionais de alto nível, do exercício da boa gestão e da responsabilidade social."

## Estrutura

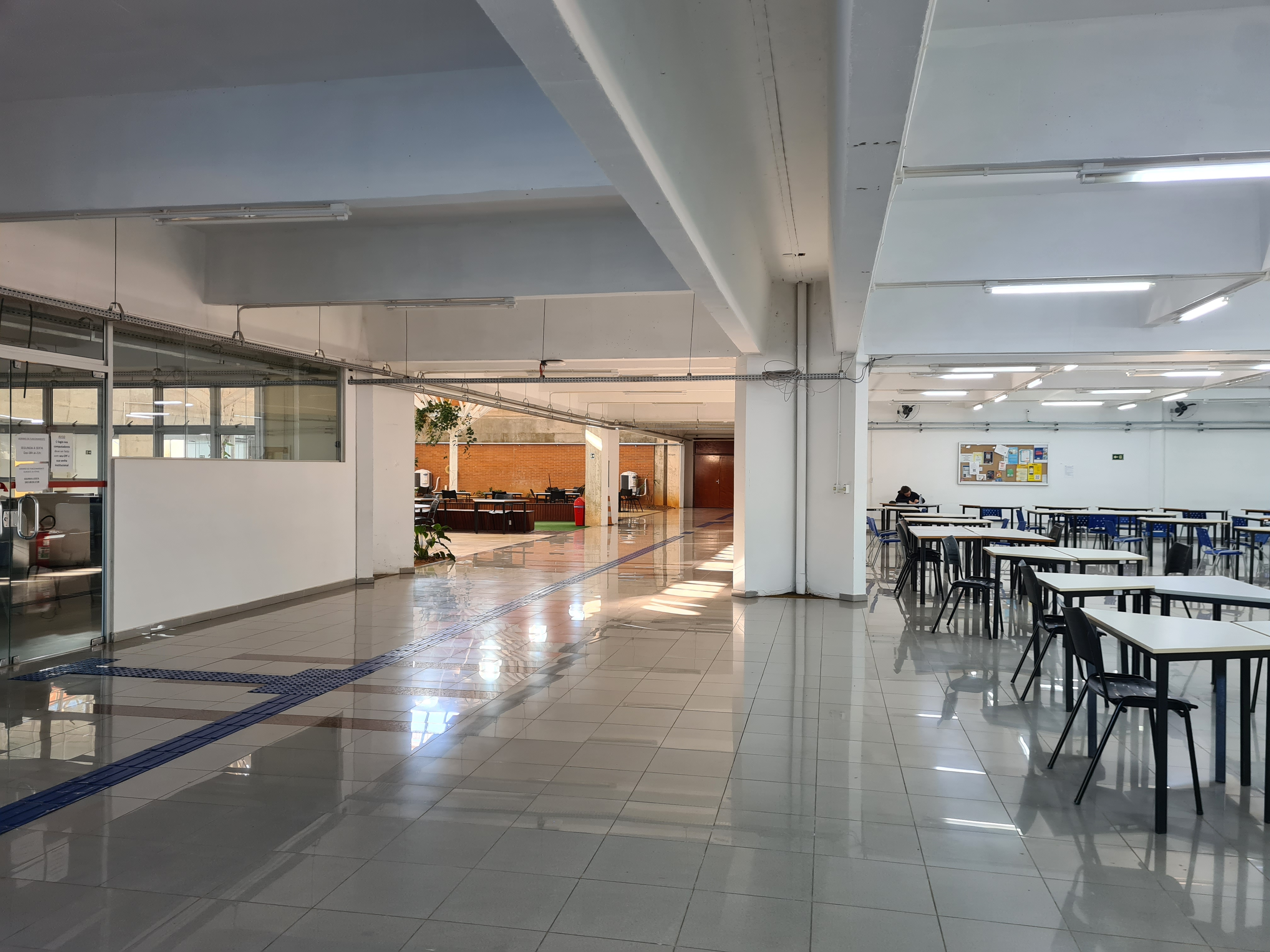
Saguão da Biblioteca Mauá. Campus Itajubá

Atualmente a UNIFEI é constituída por dois campi - Itajubá e Itabira - sendo o primeiro composto por sete institutos, uma biblioteca, a reitoria, um centro poliesportivo, um restaurante, uma capela, além de abrigar diversos laboratórios e o núcleo ao INCIT - Incubadora de empresas de base tecnológica de Itajubá, estando ainda em constante expansão, principalmente após as políticas implementadas pelo REUNI. Por meio de uma parceria pioneira entre governo local (PMI), setor privado (Vale), Ministério da Educação (MEC) e Universidade Federal de Itajubá (Unifei), encontra-se em fase de expansão o Campus Itabira, cujas atividades tiveram início em julho de 2008 com a realização de seu primeiro vestibular.

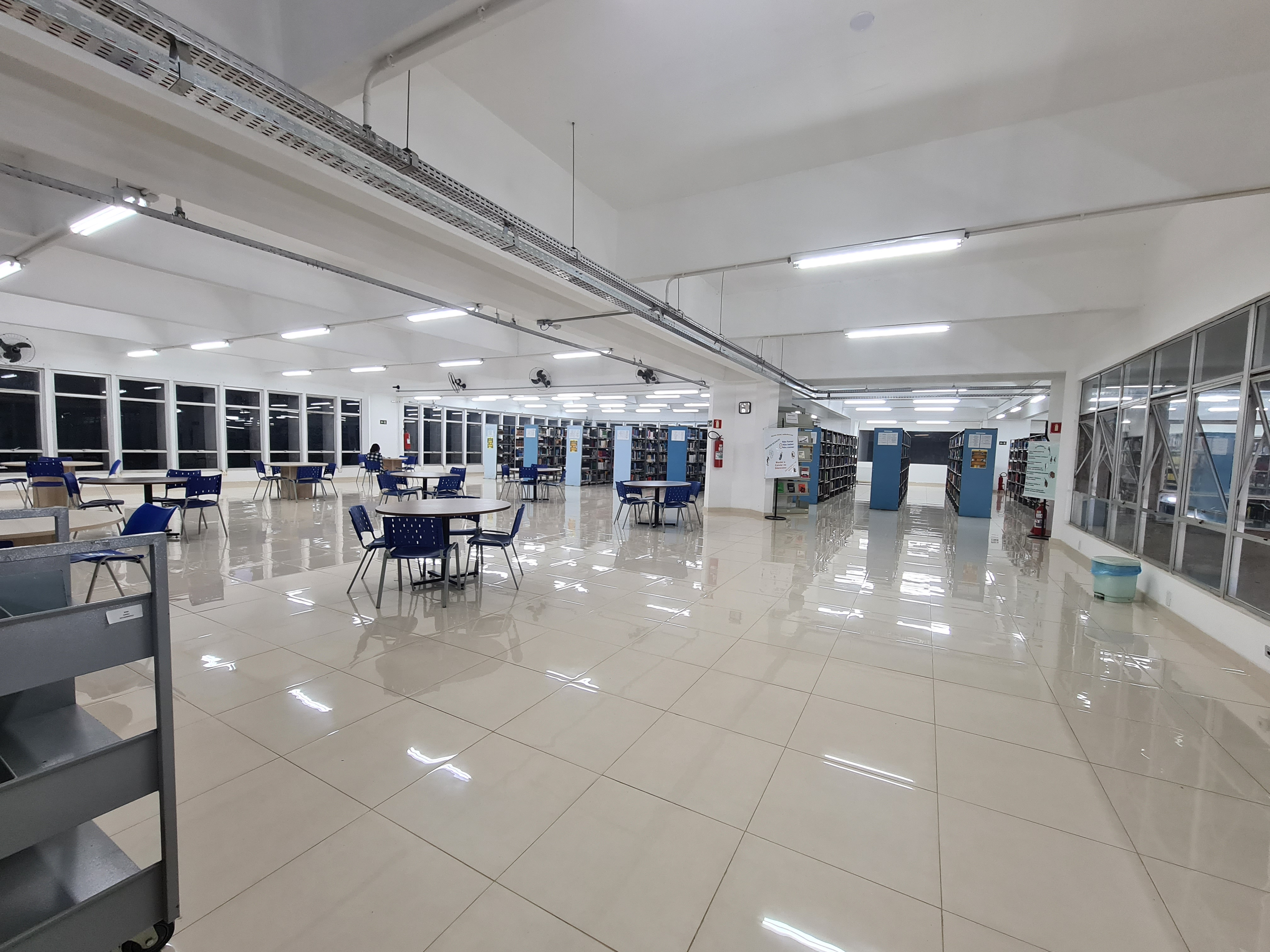
Segundo andar da Biblioteca Mauá. Campus Itajubá.

### Corpo Docente
A UNIFEI dispõe de 96% de seus docentes em regime de trabalho de tempo integral com dedicação exclusiva, sendo:
- Doutores: 78%;
- Mestres: 19%;
- Especialização: 0%;
- Graduação: 3%.

Ou seja, 97% tem pós-graduação em nível de Mestrado ou Doutorado.

### Institutos
- Instituto de Engenharia Mecânica (IEM)

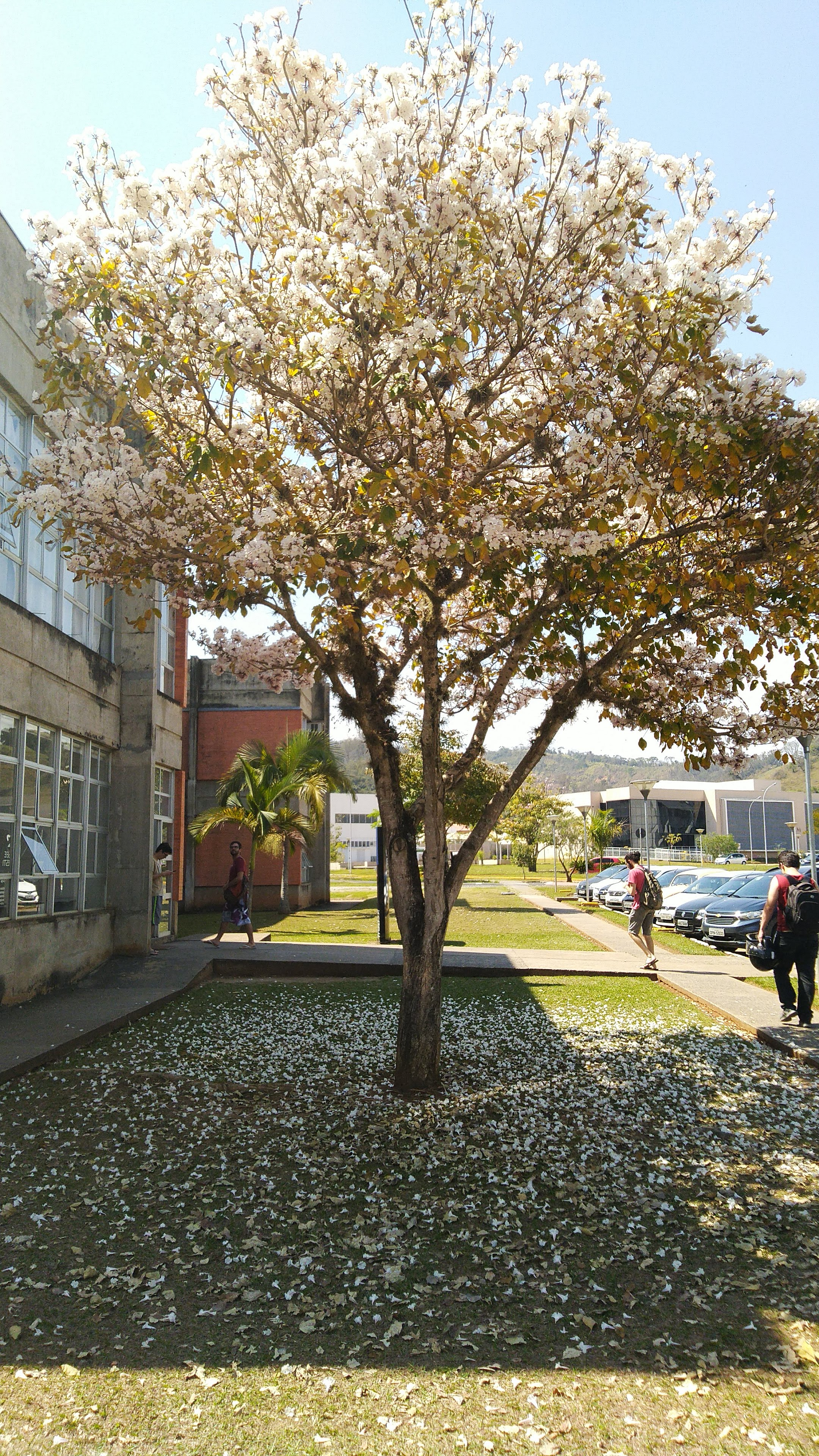
Fachada do prédio do IESTI

- Instituto de Engenharia de Produção e Gestão (IEPG)
- Instituto de Sistemas Elétricos e Energia (ISEE)

- Instituto de Engenharia de Sistemas e Tecnologia da Informação (IESTI)
- Instituto de Recursos Naturais (IRN)
- Instituto de Física e Química (IFQ)
- Instituto de Matemática e Computação (IMC)
- Instituto de Ciências Tecnológicas (ICT)
- Instituto de Engenharias Integradas (IEI)
- Instituto de Ciências Puras e Aplicadas (ICPA)

### Laboratórios
A UNIFEI conta com mais de 80 laboratórios para ensino, pesquisa e extensão. Aliar a teoria com a prática sempre foi preocupação da instituição. “Theodomiro Carneiro Santiago (...) concebeu a ideia de fundar um instituto de ensino superior, no qual, ao lado da teoria estritamente necessária, pudessem os alunos receber a mais larga provisão de conhecimentos práticos”.

### Campus Avançado

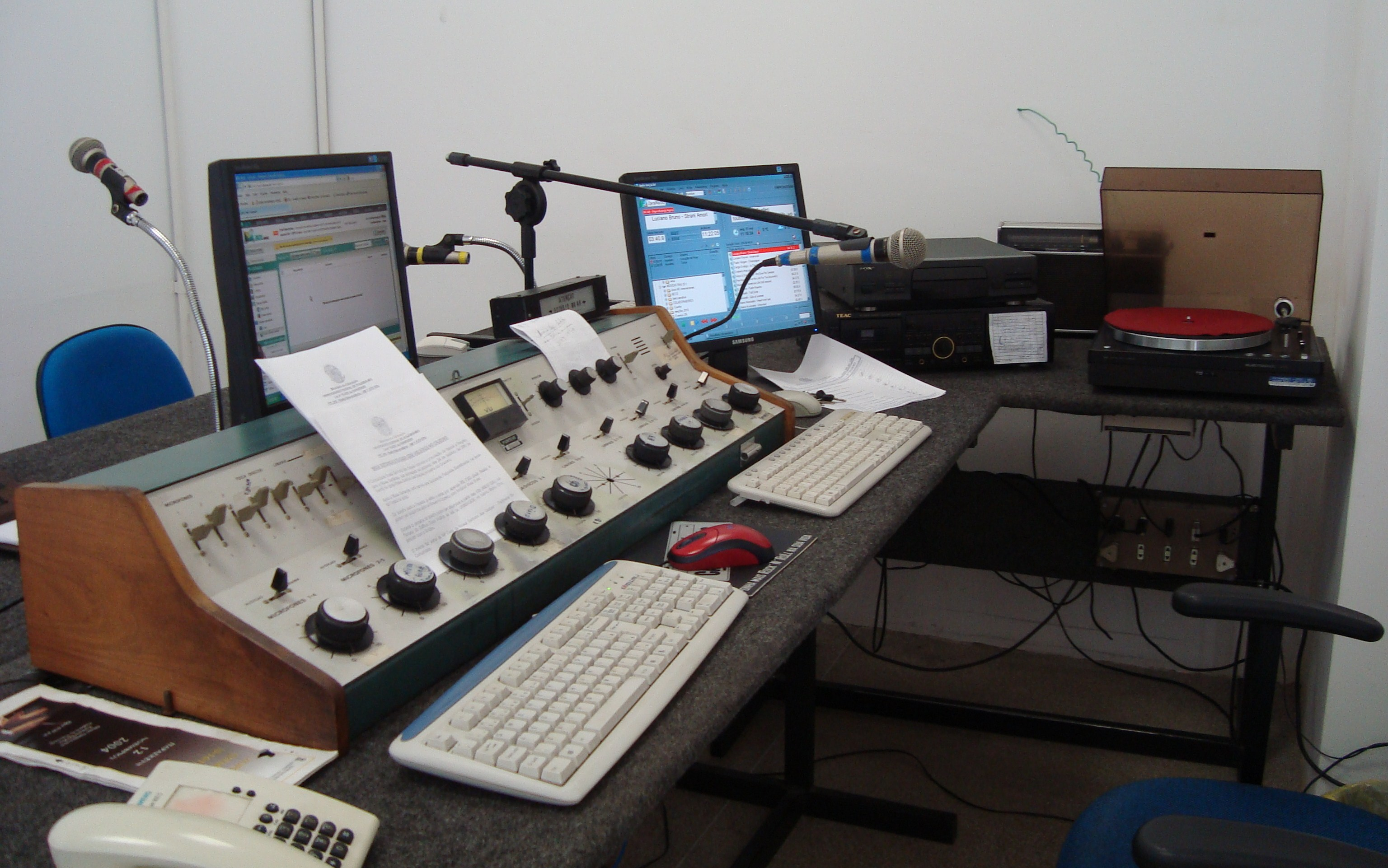
Estúdio da Rádio Universitária localizado no campus de Itajubá

Constituído pela Usina Hidrelétrica Luiz Dias, inaugurada em 1914, distante aproximadamente 16 km do campus principal, compreendendo um sítio de 389.600 m² e área construída de 2 864 m². Conta com 3 unidades geradoras de 800 KVA cada, recuperadas e modernizadas em parceria com diversas empresas da área eletromecânica, principalmente no que se refere ao sistema de proteção. A Usina Luiz Dias foi cedida à UNIFEI através de convênio com a CEMIG. Funciona como um conglomerado de laboratórios naturais, atendendo principalmente aos novos cursos de Engenharia Ambiental e Engenharia Hídrica. As atividades de extensão universitária vêm sendo ampliadas e dinamizadas nos últimos anos.

### Rádio universitária
A UNIFEI conta com uma emissora de rádio, chamada Rádio Unifei, cujo indicativo de chamada é ZYL-242 e que transmite na frequência de 1570 kHz. A emissora opera em amplitude modulada desde 1961, de forma ininterrupta e sem fins lucrativos.

## Cursos

### Campus Itajubá
- Administração
- Ciência da Computação
- Ciências Atmosféricas
- Ciências Biológicas (Licenciatura)
- Engenharia Ambiental
- Engenharia Civil
- Engenharia de Bioprocessos
- Engenharia de Computação
- Engenharia de Controle e Automação
- Engenharia de Energia
- Engenharia de Materiais
- Engenharia de Produção
- Engenharia Elétrica
- Engenharia Eletrônica
- Engenharia Hídrica
- Engenharia Mecânica
- Engenharia Mecânica Aeronáutica
- Engenharia Química
- Física (Bacharelado & Licenciatura)
- Matemática (Bacharelado & Licenciatura)
- Química (Bacharelado & Licenciatura)
- Sistemas de Informação

### Campus Itabira
- Engenharia Ambiental
- Engenharia da Mobilidade
- Engenharia de Computação
- Engenharia de Controle e Automação
- Engenharia de Materiais
- Engenharia de Produção
- Engenharia de Saúde e Segurança
- Engenharia Elétrica
- Engenharia Mecânica

## Desempenho
Colocações nos principais Rankings Mundiais.
- É a 5ª colocada do Ranking Universidades Empreendedoras de 2019[18] e a 9ª da edição de 2021.[19]
- Está na 7ª posição das universidades brasileiras mais sustentáveis, de acordo com a UI Green Metric no ranking de 2023.[20]
- É a 139ª melhor universidade da América Latina, de acordo com a QS World University Rankings.[21]

## Convênios
Convênios internacionais.
Alemanha
- Hochschule Weihenstephan Triesdorf (HSWT)
- Otto-von-Guericke-Universität Magdeburg
- Technische Universität Dresden
- Bundeswehr University Munich
- Westsächsische Hochschule Zwickau

Áustria
- Graz University of Technology

Bélgica
- Haute Ecole Provinciale de Hainaut Condorcet

Bolívia
- Universidad Autónoma Gabriel René Moreno

Canadá
- University of Regina
- University of Victoria
- University of Windsor
- Laurentian University

Chile
- Universidad de Talca
- Universidad Del Bío-Bío

Colômbia
- Universidad Autónoma de Colombia
- Universidad Autónoma de Bucaramanga
- Universidad de La Costa
- Universidad de Los Andes
- Universidad de Santander
- Universidad Industrial de Santander
- Universidad Libre
- Universidad Nacional de Colômbia

Cuba
- Universidad de Oriente

Espanha
- Universidad Carlos III de Madrid
- Universidad de Valladolid
- Universidad de Granada
- Universidad Autónoma de Barcelona
- Universidad de Rovira i Virgili
- Universidad Politécnica de Catalunya – UPC
- Universidad de Castilla-La Mancha

Estados Unidos
- Colorado School of Mines
- Mississippi College
- Tennessee Tech University
- Washington State University
- University of Illinois
- Virginia Polytechnic Institute and State University (Virginia Tech)

França
- CentraleSupélec – École Supérieure d’Eléctricité
- ENGEES – École Nationale du Génie de l’Eau et de l’Environnement de Strasbourg
- ENIB – École Nationale d’Ingenieurs de Brest
- ENSMA – École Nationale Supérieure de Mécanique et d’Aérotechnique
- ISAE – Institut Supérieur de l’Aéronautique et de l’Espace
- ISAT – Institut Supérieur de l’Automobile et des Transports
- UTC – Université de Technologie de Compiègne
- Université de Lorraine
- Institut Polytechnique de Grenoble – Grenoble INP
- Sorbonne Université
- Université d’Orléans
- Université de Lille
- Université de Tours

Holanda
- Eindhoven University of Technology

Irã
- Ferdowsi University of Mashhad

Itália
- eCampus Università

México
- UNIVERSIDAD AUTÓNOMA DEL ESTADO DE HIDALGO

Noruega
- UNIVERSIDADE DE STAVANGER

Paraguai
- Faculdade Politécnica de UNA – Universidad Nacional de Asunción

Portugal
- Universidade do Algarve
- Universidade de Lisboa
- Universidade do Porto
- Instituto Politécnico de Tomar

Republica Tcheca
- Czech University of Life Sciences Prague

Suécia
- Lund University

Uruguai
- Universidad de La República

## Associação Atlética Acadêmica
A A.D.E., fundada aos 13/09/1951, por uma assembléia do Diretório Acadêmico da Escola Federal de Engenharia de Itajubá e oficializada pelo decreto n° 3 617 de 15 de setembro de 1941, que regula os desportos universitários brasileiros, passando a chamar-se a partir de 1972 por Associação Atlética Acadêmica da Escola Federal de Engenharia de Itajubá (AAAEFEI) e posteriormente, em 2003, denominada Associação Atlética Acadêmica da Universidade Federal de Itajubá (AAAUNIFEI); é o único órgão legítimo de representação para todos os fins, dos esportes estudantis da Unifei, e tem por fins:
a) Promover e coordenar as atividades esportivas do corpo discente;
b) Difundir a educação física nos meios estudantis, incentivando a prática de todos os desportos;
c) Patrocinar, promover e dirigir competições internas e externas, cuja organização e assuntos a elas referentes serão objetos de regulamentação especial;
d) Trabalhar pelo congraçamento de todos os estudantes cooperando para o desenvolvimento do espírito desportivo universitário.